# Provinciale weg 312
De Provinciale weg 312 (N312) is een provinciale weg in de provincie Gelderland. De weg verloopt van Lochem via Barchem, Ruurlo, Zieuwent naar Lichtenvoorde. Het deel van Lichtenvoorde langs Vragender naar Winterswijk is sinds enkele jaren overgedragen naar de gemeente.
De weg is ingericht als tweestrooks-erftoegangsweg  waar maximumsnelheid 60km per uur geldt.
In 2007 is het wegdeel Lichtenvoorde-Winterswijk afgewaardeerd van 80 naar 60km.
In 2010 is het wegdeel Ruurlo-Zieuwent afgewaardeerd van 80 naar 60km.
In 2014 is het wegdeel Lichtenvoorde-Zieuwent afgewaardeerd van 80 naar 60km.
In 2022 is het wegdeel Lochem-Ruurlo afgewaardeerd van 80 naar 60km.
Met name in 2022 waren en zijn er zorgen over het behoud en terugkomst van Buslijn 56 (Borculo-Deventer) en Buslijn 458 (Lochem, Ruurlo, Borculo), door de nieuwe en toekomstige snelheidsverlagingen. 
De weg heeft tussen Lochem en Ruurlo buiten de bebouwde kom een vrijliggend fietspad.
Tussen Ruurlo en Ziewent een fietsstrook. Tussen Zieuwent en Lichtenvoorde wel weer een vrijliggend fietspad.
Tussen Lichtenvoorde en Winterswijk ligt deels een fietsstrook en deels een vrijliggend fietspad.
In Lochem, Ruurlo, Zieuwent en Lichtenvoorde is de weg in beheer van de betreffende gemeente (Lochem, Berkelland en Oost Gelre).
N23 · N34 · N224 · N225 · N229 · N233 · N271 · N301 · N302 · N303 · N304 · N305 · N306 · N307 · N308 · N309 · N310 · N311 · N312 · N313 · N314 · N315 · N316 · N317 · N318 · N319 · N320 · N322 · N323 · N324 · N325/A325 · N326/A326 · N327 · N329 · N330 · N331 · N332 · N333 · N334 · N335 · N336 · N337 · N338 · N339 · N340 · N341 · N342 · N343 · N344 · N345 · N346 · N347 · N348/A348 · N349 · N350 · N351 · N352 · N375 · N377

N418 · N701 · N702 · N703 · N704 · N705 · N706 · N707 · N708 · N709 · N710 · N711 · N712 · N713 · N714 · N715 · N716 · N717 · N718 · N719 · N720 · N727 · N731 · N732 · N733 · N734 · N735 · N736 · N737 · N738 · N739 · N740 · N741 · N742 · N743 · N744 · N745 · N746 · N747 · N748 · N749 · N750 · N751 · N752 · N753 · N754 · N755 · N756 · N757 · N758 · N759 · N760 · N761 · N762 · N763 · N764 · N765 · N766 · N768 · N781 · N782 · N783 · N784 · N785 · N786 · N787 · N788 · N789 · N790 · N791 · N792 · N793 · N794 · N795 · N796 · N797 · N798 · N800 · N801 · N802 · N803 · N804 · N805 · N806 · N810 · N811 · N812 · N813 · N814 · N815 · N816 · N817 · N818 · N819 · N820 · N821 · N822 · N823 · N824 · N825 · N826 · N827 · N830 · N831 · N832 · N833 · N834 · N835 · N836 · N837 · N838 · N839 · N840 · N841 · N842 · N843 · N844 · N845 · N846 · N847 · N848 · N852 · N855

Cursief vermelde wegen zijn voormalige provinciale wegen.